# Věda je zábava
Věda je zábava (v anglickém originále Backyard Science) je australský televizní pořad pro děti. V hlavních rolích jsou děti, experimentující s předměty každodenní potřeby. Výsledky jejich pokusů jsou zábavné, praktické i poučné.Pokusy provádí menší děti , proto je mohou dělat veškeré věkové skupiny . Pokusy se provádí na půdě Austrálie, ale to nebrání dělání pokusů všude na světě.
Pořadem provází Dana Taren a Jason Smith. Mnoho protagonistů této show se stalo hvězdami - Kerry-Ann Thoo, jedna z účinkujících, dokonce dostala nabídky na role ve filmu.

## Zahraniční úspěchy
Show, vyrobená Beyond Television productions, byla nebo je vysílána v následujících zemích: Austrálie, Bosna a Hercegovina, Brunej, Česko, Finsko, Francie, Hongkong, Indie, Indonésie, Itálie, Izrael, Japonsko, JAR Kanada, Kolumbie, Korea, Malta, Nový Zéland, Singapur, Tchaj-wan, Thajsko, USA, Velká Británie, Vietnam a v některých zemích Středního východu a Jižní Ameriky.